# Sportpark De Toekomst
El Sportcomplex De Toekomst es un complejo deportivo en ubicado en Ouder-Amstel, en la periferia de la ciudad de Ámsterdam, Países Bajos, es propiedad de AFC Ajax. El complejo comprende nueve campos de fútbol y está ubicado cerca del Johan Cruyff Arena. Su campo principal tiene capacidad para 2.250 personas.
El complejo sirve como sede del Ajax de Ámsterdam Femenino, que compite en la Eredivisie femenina, del equipo de reservas Jong Ajax, que compite en la Eerste Divisie, asimismo sirve como campo de entrenamiento para el primer equipo del Ajax, así como para la Academia Juvenil de Ajax en sus distintas categorías.

## Historia
En 1991 se decidió que el antiguo De Meer Stadion del Ajax, situado en Watergraafsmeer, sería reemplazado por el nuevo Amsterdam ArenA, que a su vez requería nuevos campos de entrenamiento para los equipos amateur y juvenil del club. Sportpark Voorland, situado detrás del antiguo estadio, se consideró demasiado pequeño y debía ser demolido para dejar espacio para viviendas.
Originalmente, Ajax tenía la intención de establecer sus instalaciones en Sportpark Strandvliet en Zwartelaantje, mientras que los inquilinos presentes en SV Amstelland se negaron a mudarse en ese momento. Esto finalmente llevó a Ajax a cambiar su enfoque a Sportpark De Toekomst en Ouder-Amstel. Los inquilinos anteriores estaban dispuestos a desalojar las instalaciones y el nuevo complejo se construyó e inauguró en 1996.

## Diseño
El parque deportivo fue diseñado por René van Zuuk. Comprende cinco campos de fútbol de hierba, dos campos de césped artificial, una tribuna cubierta con 1250 asientos y gradas junto con una casa club con capacidad para 250 personas. Desde que el equipo reserva Jong Ajax, ha competido en la Eerste Divisie desde la temporada 2013-14, el recinto vio la expansión de 800 asientos adicionales en la tribuna principal y 100 asientos adicionales para los seguidores del equipo visitante.
La tribuna principal tiene un dosel doblado que cuelga de dos pilares inclinados. Van Zuik recibió el Precio Nacional del Acero, en la categoría de "componentes característicos de acero". 
Desde el 6 de junio de 2009, las gradas principales de De Toekomst llevan el nombre del fallecido Bobby Haarms, ex entrenador y miembro honorario del club.

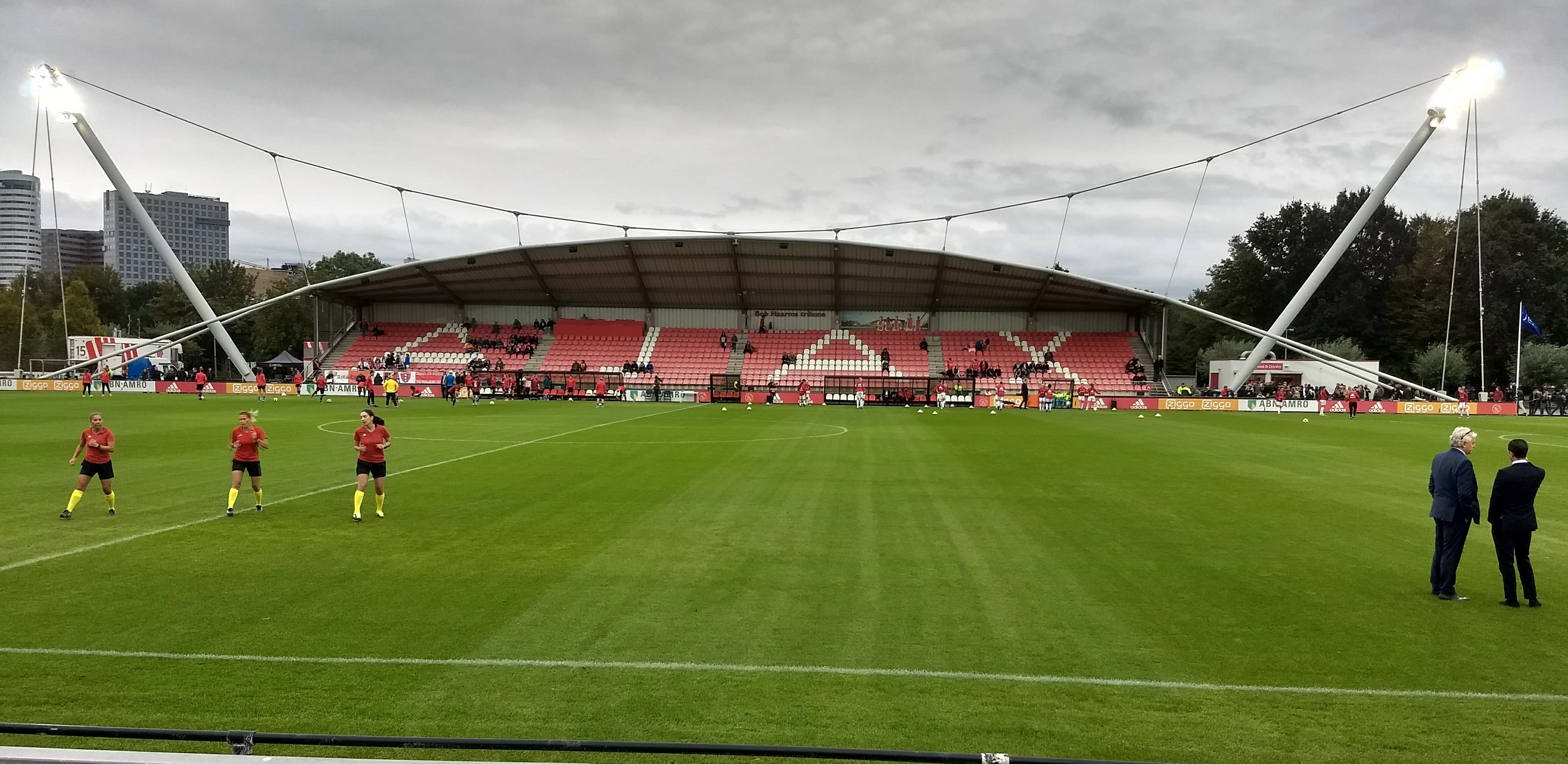
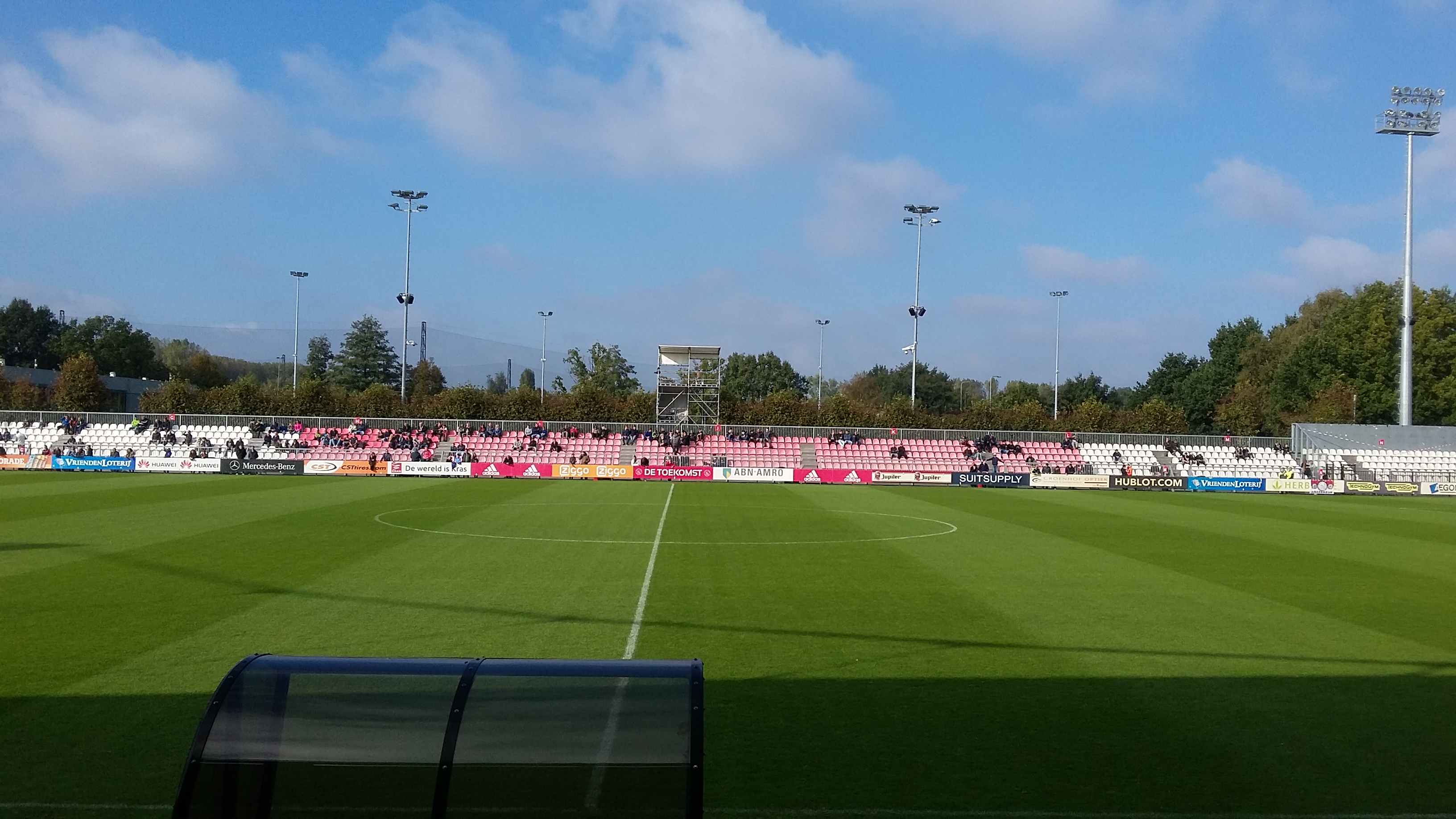